# 爆笑!駐在君が行く!
『爆笑!駐在君が行く!』（ばくしょう ちゅうざいくんがいく）は、一部フジテレビ系列局と一部独立UHF局で放送された東海テレビ製作のバラエティ番組。東海テレビでは1997年12月7日から2006年3月25日まで放送。

## 概要
石田靖と長原成樹がゲストのお笑い芸人たちが持ち込む依頼を解決すべく、依頼者本人とともに東海3県各地でロケを敢行していた番組である。石田は「駐在君」に、長原は「新聞記者」に扮して出演していた。
この番組のロケは基本的に東海3県で行われていたが、番組スペシャル回のロケは遥か遠くの沖縄県で行われていた。また、放送開始当初はオープニングで吉本栄3丁目劇場で行われたコントの映像を流していた。

## 出演者
石田靖
常に警察官の制服に身を包んで出演。彼が扮する「駐在君」と長原が扮する「新聞記者」のペアは番組レギュラーであるにもかかわらず、後述するFUJIWARAの2人からは偽者呼ばわりされていた。どちらが本物かを決める最終決戦の場で、石田は彼らと「勝負に負けたら番組を降板する」という口約束をしてしまった。
長原成樹
ういろ新聞に勤める記者という設定で、常にキャスケットとカーディガンに身を包んで出演。石田とともに長らくレギュラーを務めてきたが、2005年に病気療養のために一時番組を降板。番組復帰後には、役柄が新聞記者からロックンローラーへと変わっていた。
FUJIWARA（藤本敏史・原西孝幸）
「駐在ちゃん」と「いせえび新聞記者」を名乗ってはたびたび番組に出演していたお笑いコンビ。石田と長原のペアを偽者呼ばわりし、どちらがレギュラーに相応しいかを賭けて彼らと様々な勝負事を繰り広げていた。
今井由実子（当時・東海テレビアナウンサー）
オープニングで吉本栄3丁目劇場のコントが放送されていた当時、女性警察官役で出演していたことがある。
ゲストのお笑い芸人
傾向としては、吉本興業所属の芸人や太田プロダクション所属の芸人が出演することが多かった。

## スタッフ
- 構成 - 百田尚樹、松永英隆
- プロデューサー - 青黄昭彦、水田尚孝、安藤英裕（以上東海テレビ）、井上淳、西本英樹、川崎幸夫（以上吉本興業）
- ディレクター - 岡田広（東海テレビ）、北野正康（名古屋東通企画）、松尾浩康（吉本興業）
- ナレーター - 岡田考平（東海テレビアナウンサー）
- 制作協力 - 吉本興業、名古屋東通企画
- 制作著作 - 東海テレビ

## 放送局
| 放送対象地域 | 放送局           | 系列           | 放送日時 | 備考                  |
| ------------ | ---------------- | -------------- | --- | --------------------- |
| 中京広域圏   | 東海テレビ       | フジテレビ系列 | 日曜 09:30 - 10:00 （1997年12月 - 1998年9月） 土曜 16:55 - 17:25 （1998年10月 - 2002年9月） 土曜 16:25 - 16:55 （2002年10月 - 2003年3月） 土曜 16:55 - 17:25 （2003年4月 - 2006年3月） | 製作局                |
| 山形県       | さくらんぼテレビ | フジテレビ系列 | 木曜 16:30 - 16:59 （2004年10月頃 - 2005年3月頃） |                       |
| 近畿広域圏   | 関西テレビ       | フジテレビ系列 | 不定期で土曜もしくは日曜に放送 |                       |
| 広島県       | テレビ新広島     | フジテレビ系列 | 金曜 26:05 - 26:35 （2002年8月9日） |                       |
| 沖縄県       | 沖縄テレビ       | フジテレビ系列 | 月曜 15:00 - 15:30 （2004年4月 - 2004年9月頃） 月曜 16:00 - 16:30 （2004年10月頃 - 2005年頃）                                                                                          | 初回のみ1時間枠で放送 |
| 群馬県       | 群馬テレビ       | 独立UHF局      | 火曜 19:00 - 19:30 （2001年頃 - 2003年頃） 火曜 19:30 - 19:59 （2003年頃 - 2006年頃）                                                                                                  |                       |
| 千葉県       | 千葉テレビ       | 独立UHF局      | 金曜 18:30 - 19:00 （2006年頃） |                       |